# Den experimentella romanen
Den experimentella romanen (Le Roman expérimental) är ett verk av den franska författaren Émile Zola från 1881. Verket är en samling av artiklar, framförallt från Le Bien public och Le Voltaire, om Zolas vision om den naturalistiska romanen. Zola såg "den experimentella romanen som en konsekvens av seklets vetenskapliga revolution" - på samma sätt som den klassiska och romantiska litteraturen har motsvarat den experimentella skolastikens och teologins tidsålder, motsvarar den experimentella romanen den vetenskapliga tidsåldern.
Verket ses allmänt som Zolas naturalistiska manifestdoktrin tillsammans med Claude Bernards l'Introduction à l'étude de la médecine expérimentale, samt Balzac föreläsningar, i synnerhet La Cousine Bette..